# Carl Theodor Sørensen (landskapsarkitekt)
Søren Carl Theodor Marius Sørensen, känd som C. Th. Sørensen, född 24 juli 1893 i Altona i Tyskland, död 12 september 1979 i Brønshøj i Danmark, var en dansk trädgårdsarkitekt.
C.Th. Sørensen var son till vagnmakaren Jens Peter Sørensen och Pouline Christine Jensen. Han utbildade sig till trädgårdsmästare 1908–1916 och var tecknare hos Erik Erstad-Jørgensen 1916–1922. C.Th. Sørensen förnyade trädgårdskonsten genom att inspireras av den moderna konsten, samtidigt som han i hög grad tog hänsyn till sociala aspekter  
Hans bok Parkpolitik i sogn og købstad, som utgavs 1931, sändes genom Ny Carlsbergfondet som gåva till samtliga 1.400 kommunalnämnder och sockenråd. I denna bok formulerades en lång rad tankar om bland annat fritidsarealer för barn, lekplatser, kyrkogårdar, skolträdgårdar, idrottsplatser, stadsparker och koloniträdgårdar. I boken lanserade C.Th. Sørensen också begreppet, och tankar om, "skrotlekplatser". Den första sådan lekplats blev Emdrup Skrammellegeplads, skapad av honom och Hans Dragehjelm och invigd 1943.
C.Th. Sørensen var medlem i Udvalget til Planlægning af Københavns-Egnen, som bland annat 1936 utgav boken Københavnsegnens grønne Omraader. Forslag til et System af Omraader for Friluftsliv, i vilken framhölls betydelsen av att säkra samlade, gröna utflyktsområden för befolkningen i de då snabbväxande förstäderna kring Köpenhamn. Denna skrift fick stort inflytande på revisionen av den danska naturskyddslagen från 1937 och senare vid utarbetandet av Fingerplanen för Köpenhamnsregionen.
Han fick C.F. Hansen-medaljen 1929, Emil Bissens Præmie 1937, Eckersbergmedaljen 1945 och Prins Eugen-medaljen 1972. 
Han var i första äktenskapet gift 1917–1932 med Kirsten Elisabeth Johansen (1892–1978) och i andra äktenskapet från 1932 med Asta Klenow (1905–1991).

## Bildgalleri

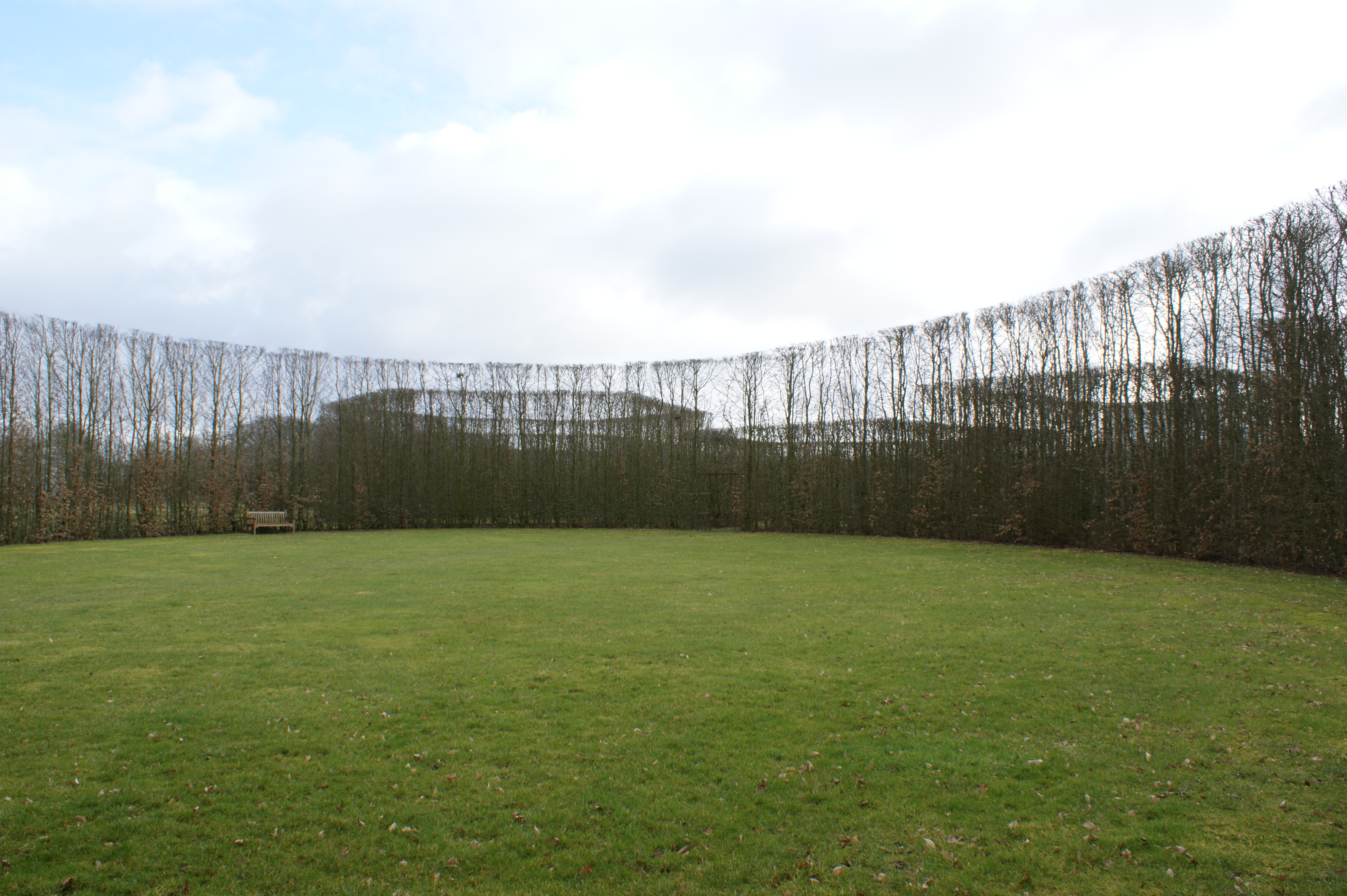
Centerparken i Birk, Herning
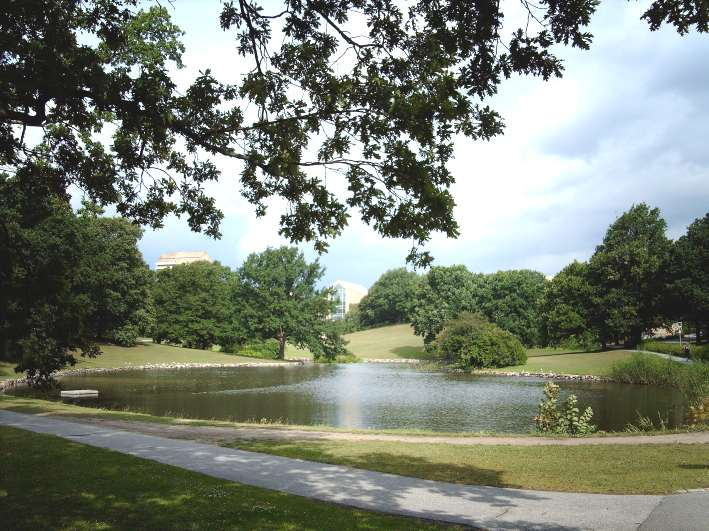
Århus universitetspark
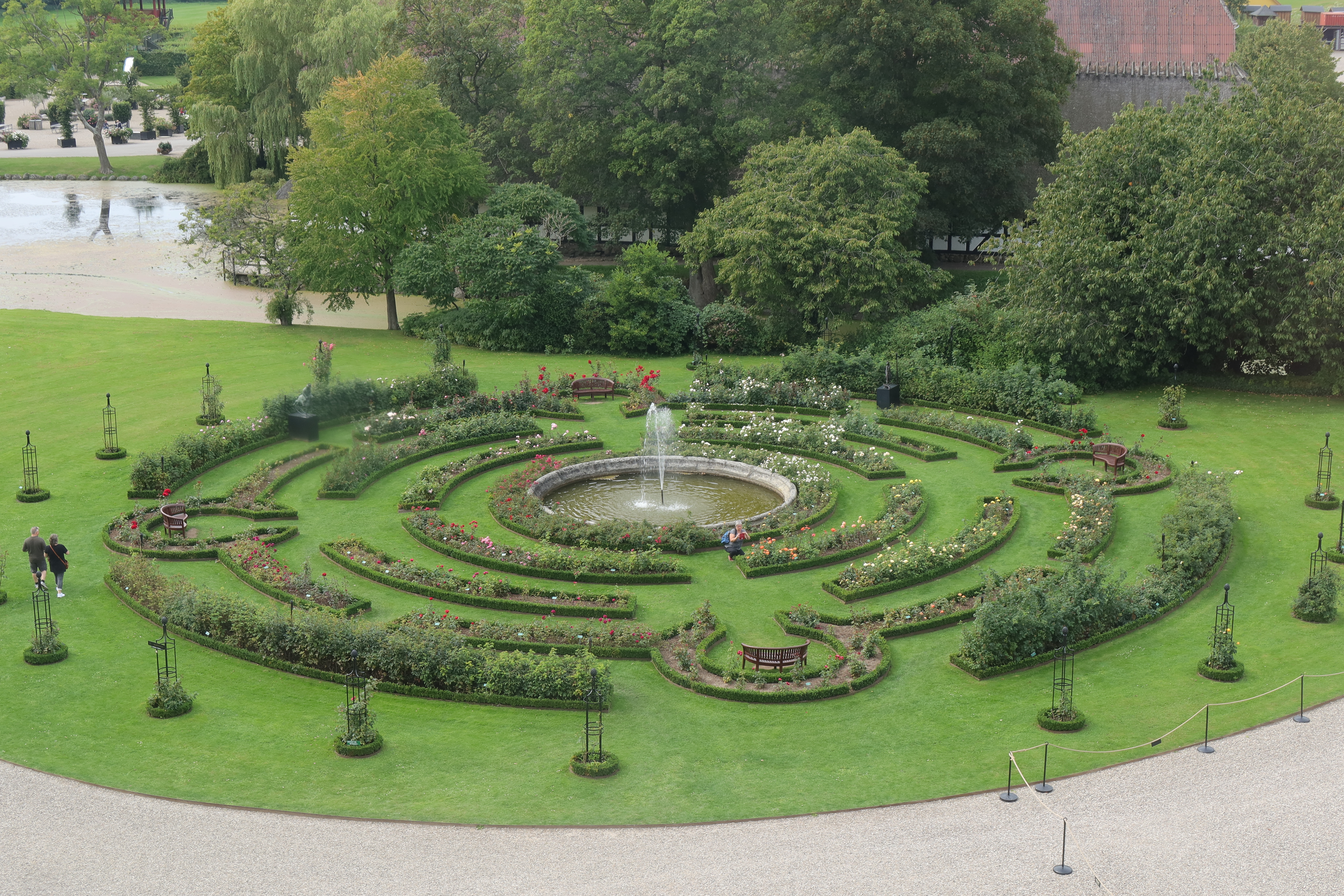
Rosengården i Egeskovs slottspark
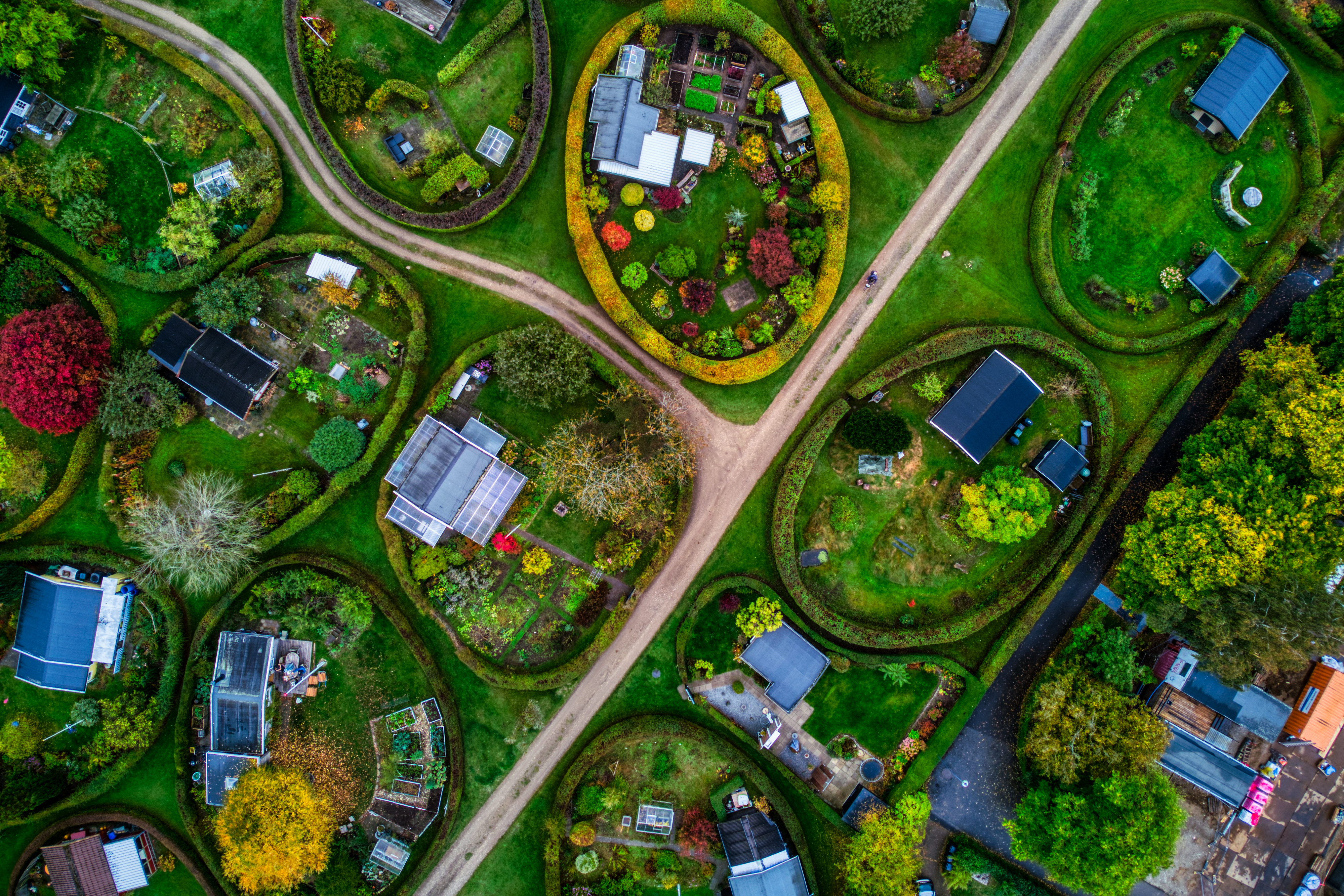
De Ovale Haver i Nærum
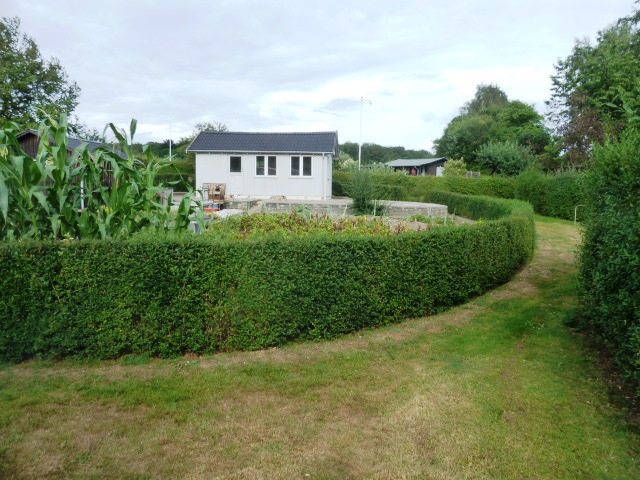
De Ovale Haver
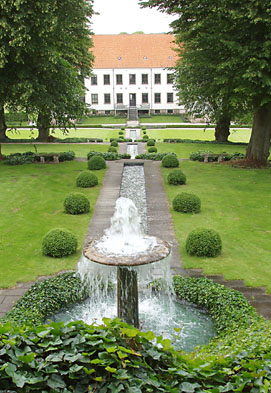
Clausholm vandhave